# Fahrelnissa Zeid
La princesse Fahrelnissa Zeid d'Irak (également orthographié avec un s à Fahrelnisa) ou الأميرة فخر النساء زيد, Fakhr un-nisa ou Fahr-El-Nissa Fakhr un-nisa (« Fierté des femmes » en arabe), née le 7 janvier 1901 dans l'île de Büyükada (Constantinople, Empire ottoman) et morte le 5 septembre 1991 à Amman (Jordanie), est une artiste turque et jordanienne d'art abstrait. Elle travaille sur divers supports tels de grandes toiles, collages et panneaux de verre teinté.
Son nom d'artiste international est Fahr el Nissa Zeid.

## Biographie

### Jeunesse
Fahrelnissa Zeid naît en 1901 à Constantinople, sur l'île de Büyükada, la plus grande des neuf îles des Princes, dans une grande famille ottomane. Son père, Şakir Pasha (Kabaağaçlı), était un diplomate ottoman, militaire, photographe et historien, et frère du Grand Vizir Cevat Pasha (1891-1895). Sa mère, peintre, était la Crétoise Sare Ismet Hanim, que son père a rencontré alors qu'il était ambassadeur en Grèce. Il mourra en 1913, tué par son fils, Cevat, condamné pour meurtre.
Scolarisée au collège Notre Dame de Sion de Constantinople, comme toutes les jeunes filles de l'élite du pays, elle commence à dessiner et à peindre très jeune. Sa première œuvre connue est un portrait de sa grand-mère, peint lorsqu'elle avait quatorze ans. En 1919, elle est l'une des premières femmes à accéder à l'académie des beaux-arts (Guzel Sanatlar Akademisi) de Constantinople. Par la suite, elle étudie également à l’Académie Ranson, à Paris (1928) et suit les cours de Roger Bissière et Stahlbach. À son retour à Istanbul en 1929, elle retourne à l'académie des beaux-arts.
À l'âge de 19 ans, en 1920, elle épouse en premières noces le romancier Izzet Melih Devrim. Celui-ci l'emmène en voyage de noces à Venise, où elle découvre pour la première fois la tradition picturale européenne. Ensemble, ils ont trois enfants, dont l'aîné, Faruk, né en 1921, meurt de la scarlatine en 1924 ; Nejad, né en 1923, deviendra peintre et Şirin, née en 1926, actrice.
Cette union se solde par un divorce et Fahrelnissa Zeid épouse en 1933 le prince Zeid bin Hussein, ambassadeur d'Irak à Ankara et frère du roi Fayçal Ier. De cette union naît un fils, le prince Ra'ad bin Zeid. Son mari devient ensuite le premier ambassadeur du royaume d'Irak en Allemagne et le couple s'installe à Berlin, où Fahrelnissa Zeid organise de nombreuses réceptions.
Après l'Anschluss, en mars 1938, la famille est rappelée en Irak et emménage à Bagdad. Fahrelnissa Zeid s'y ennuie et tombe dans la dépression. Un médecin viennois lui conseille de retourner à Paris et elle passe ainsi les années suivantes à voyager entre Paris, Budapest et Istanbul, tentant de s'immerger dans l'art pour se guérir.

### Liens de parenté
Membre de la famille royale hachémite d'Irak, Fahrelnissa Zeid est la grand-mère du prince Zeid Ra'ad Zeid Al-Hussein, actuel prétendant au trône d'Irak et diplomate auprès des Nations unies. Elle est la sœur de l'écrivain Cevat Şakir Kabaağaçlı (Halikarnas Balıkçısı) et de la peintre Aliye Berger.
Elle est la tante de la céramiste Fureya Koral.

## Carrière artistique
En 1941, elle revient définitivement à Istanbul et se concentre sur la peinture, s'engageant auprès du D Grubu d'Istanbul, un groupe de peintres d'avant-garde présents dans la toute nouvelle république de Turquie de Mustafa Kemal Atatürk. Bien que cette association soit brève, les expositions auxquelles elle participe avec le collectif donne à Fahrelnissa Zeid la confiance nécessaire, à partir de 1945, pour exposer seule.
Sa première exposition personnelle se fait chez elle, dans son appartement de Maçka, à Istanbul, puis à Londres et Paris où elle est remarquée par le critique Charles Estienne et l'artiste André Breton.
Ses débuts à New York ont lieu dans les années 1950 avec une série de grandes toiles abstraites présentées à la Galerie Hugo. Elle participe à divers expositions en Europe, aux États-Unis et au Moyen-Orient,,,,,. Elle est une grande admiratrice de Breugel.
À la fin des années 1960, elle intègre des os de volaille peints dans certains de ses œuvres intitulées Paléokrystalos, œuvres rappelant les vitraux.
Son second mari meurt en 1970. Elle occupe alors un atelier à Paris, rue de Grenelle. En 1975, elle s'installe à Amman, en Jordanie, où vit son fils Raad et où elle établit le Fahrelnissa Zeid Institute of Fine Arts.
Morte le 5 septembre 1991, elle est enterrée au mausolée royal du palais Raghdan à Amman.

## Postérité
Sa biographie, Fahrelnissa Zeid: Painter of Inner Worlds, est écrite par son ancienne élève Adila Laïdi-Hanieh, en 2017. Le livre reconstruit sa carrière et souligne l'importance de son immersion dans la culture européenne et de sa psychologie personnelle dans la formation de sa pratique artistique. Le livre réfute notamment les interprétations orientalistes de son art, et redéfinit Fahrelnissa Zeid comme une artiste moderniste majeure.

## Expositions
- 1944, 1945 : Istanbul
- 1946 : Maison du peuple, Smyrne
- 1946 : Exposition de l'Unesco, Paris
- 1946 : Musée Cernuschi, Paris
- 1947 : St Georges Gallery, Londres
- 1948 : Gimpel fils, Londres
- 1949 : Galerie Colette Allendy, Paris
- 1949 : Académie des beaux-Arts, Dublin
- 1949 : Exposition d'Art contemporain, Bristol
- 1950 : Hugo Gallery (Iolas), New York
- 1950, 1954 : Exposition internationale des femmes peintres, Londres
- 1951 : Galerie de Beaune, Paris
- 1951 : Salon des Réalités nouvelles, Paris
- 1951 : Exposition de peintres français, Florence
- 1952 : Galerie 16, Zurich
- 1952 : Art Gallery, Beloit (Etats-Unis)
- 1952 : Galerie Craven, Paris
- 1952 : L'École de Paris, Galerie Babylone, Paris
- 1952 : Kunsthalle, Berne
- 1952 : Groupe Témoignage d'aujourd'hui, Palais des beaux-Arts, Bruxelles
- 1953 : Alice au pays des merveilles, Galerie Kléber, Paris
- 1953, 1955, 1961 : Galerie Dina Vierny, Paris
- 1954 : Institut d'Art contemporain, Londres
- 1954 : L'Île de l'Homme errant, Galerie Kléber, Paris
- 1955 : Librairie - Galerie La Hune, Paris
- 1955 : Bagdad
- 1955, 1956 : Exposition internationale de la gravure, Cincinnati
- 1956 : Galerie Aujourd'hui, Palais des beaux-Arts, Bruxelles
- 1957 : Lord's Gallery, Londres
- 1957 : Mathiuessen Gallery, Londres
- 1957 : Festival d'Edimbourg, Edimbourg
- 1959 : Ischia (Italie)
- 1964 : Académie des beaux-Arts, Istanbul
- 1964 : Musée d'art Hittite, Ankara
- 1969, 1972 : Galerie Katia Kranoff, Paris